# 푸블리우스 아일리우스 하드리아누스 아페르

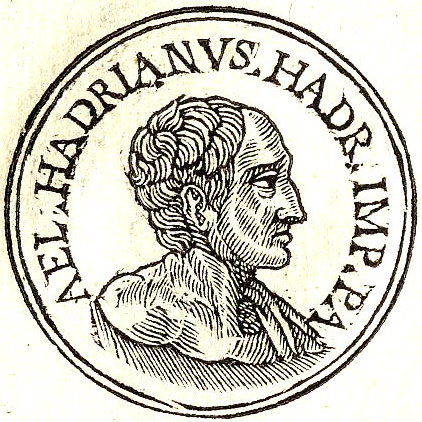
Promptuarii Iconum Insigniorum 의 P. A. 하드리아누스 아페르

푸블리우스 아일리우스 하드리아누스 아페르(Publius Aelius Hadrianus Afer)는 서기 1세기 로마 제국에서 살았던 부유한 로마 원로원 의원 겸 군인이다. 하드리아누스 아페르는 히스파니아 출신이긴 하나 로마인 혈통이었다. 그는 로마의 히스파니아 바이티카 속주에 있는 이탈리카 (오늘날 스페인 세비야 인근)이라는 대도시에서 태어나 자랐다. 그는 안정적이며, 부유하며 귀족 계층 가문인 법무관 계급 가문 출신이었다. 어머니는 울피아라는 로마 귀족 여성이었고 아버지는 로마 원로원 의원인 푸블리우스 아일리우스 하드리아누스 마룰리누스였다. 그의 숙부는 울피아 마르키아나와 그녀의 남동생이자 미래의 황제인 트라야누스의 아버지였던 로마의 장군이자 원로원 의원인 마르쿠스 울피우스 트라야누스였다. 따라서 울피아 마르키아나와 트라야누스는 그와 친척 사이이다.
그는 인생의 대부분을 로마에서 보냈다. 그의 별칭인 아페르 (Afer)는 라틴어로 ‘아프리카의’를 뜻하는데, 마우레타니아에서의 뛰어난 활약으로 선사받은 것이었다. 하드리아누스 아페르는 가데스 (Gades, 오늘날 스페인 카디스)의 저명한 원로원 가문 출신의 로마 여성 도미티아 파울리나와 혼인했다. 이들 사이의 자녀에는 딸 아일리아 도미티아 파울리나 (75–130년)와 아들 푸블리우스 아일리우스 하드리아누스 (76–138년)가 있었다. 법무관 계급에 도달한, 아페르와 그의 아내는 86년에 사망하고 만다. 그의 자녀들은 친척인 트라야누스와 로마 공직자인 푸블리우스 아킬리우스 아티아누스의 후견에 놓인다.

## 참고 자료
- 히스토리아 아우구스타 - 하드리아누스 전기
- Roman-emperors.org
- Library.thinkquest.org
- Romans-inbritain.org.uk